# (36699) 2000 RQ17
2000 RQ17 (asteroide 36699) é um asteroide da cintura principal. Possui uma excentricidade de 0.03037930 e uma inclinação de 8.44318º.
Este asteroide foi descoberto no dia 1 de setembro de 2000 por LINEAR em Socorro.